# Herrarnas lagmångkamp i gymnastik vid olympiska sommarspelen 1988
Herrarnas lagmångkamp i gymnastik vid olympiska sommarspelen 1988 avgjordes den 18-20 september i Olympic Gymnastics Arena.

## Medaljörer
| Gren                  | Guld | Silver                                                                                          | Brons                                                                                                  |
| Herrarnas lagmångkamp | Sovjetunionen Vladimir Artemov Dmitrij Bilozertjev Vladimir Gogoladze Sergej Charkov Valerij Ljukin Vladimir Novikov | Östtyskland Holger Behrendt Ralf Buechner Ulf Hoffmann Sylvio Kroll Sven Tippelt Andreas Wecker | Japan Yukio Iketani Hiroyuki Konishi Koichi Mizushima Daisuke Nishikawa Toshiharu Sato Takahiro Yameda |

## Resultat
| Placering | Lag           | Totalt  |
| --------- | ------------- | ------- |
|           | Sovjetunionen | 593,350 |
|           | Östtyskland   | 588,450 |
|           | Japan         | 585,600 |
| 4         | Kina          | 585,250 |
| 5         | Bulgarien     | 585,100 |
| 6         | Ungern        | 582,300 |
| 7         | Rumänien      | 581,700 |
| 8         | Italien       | 579,000 |
| 9         | Kanada        | 578,800 |
| 10        | Frankrike     | 576,850 |
| 11        | USA           | 576,850 |
| 12        | Västtyskland  | 574,100 |